# فرودگاه بین‌المللی اچماد یانی
فرودگاه بین‌المللی اچماد یانی (به انگلیسی: Achmad Yani International Airport) (به زبان بومی: Bandar Udara Internasional Achmad Yani) یک فرودگاه نظامی با کد یاتا SRG است که یک باند فرود آسفالت دارد و طول باند آن ۲۶۸۰ متر است. این فرودگاه در شهر سمارانگ کشور اندونزی قرار دارد و در ارتفاع ۴ متری از سطح دریا واقع شده‌است.

## نگارخانه

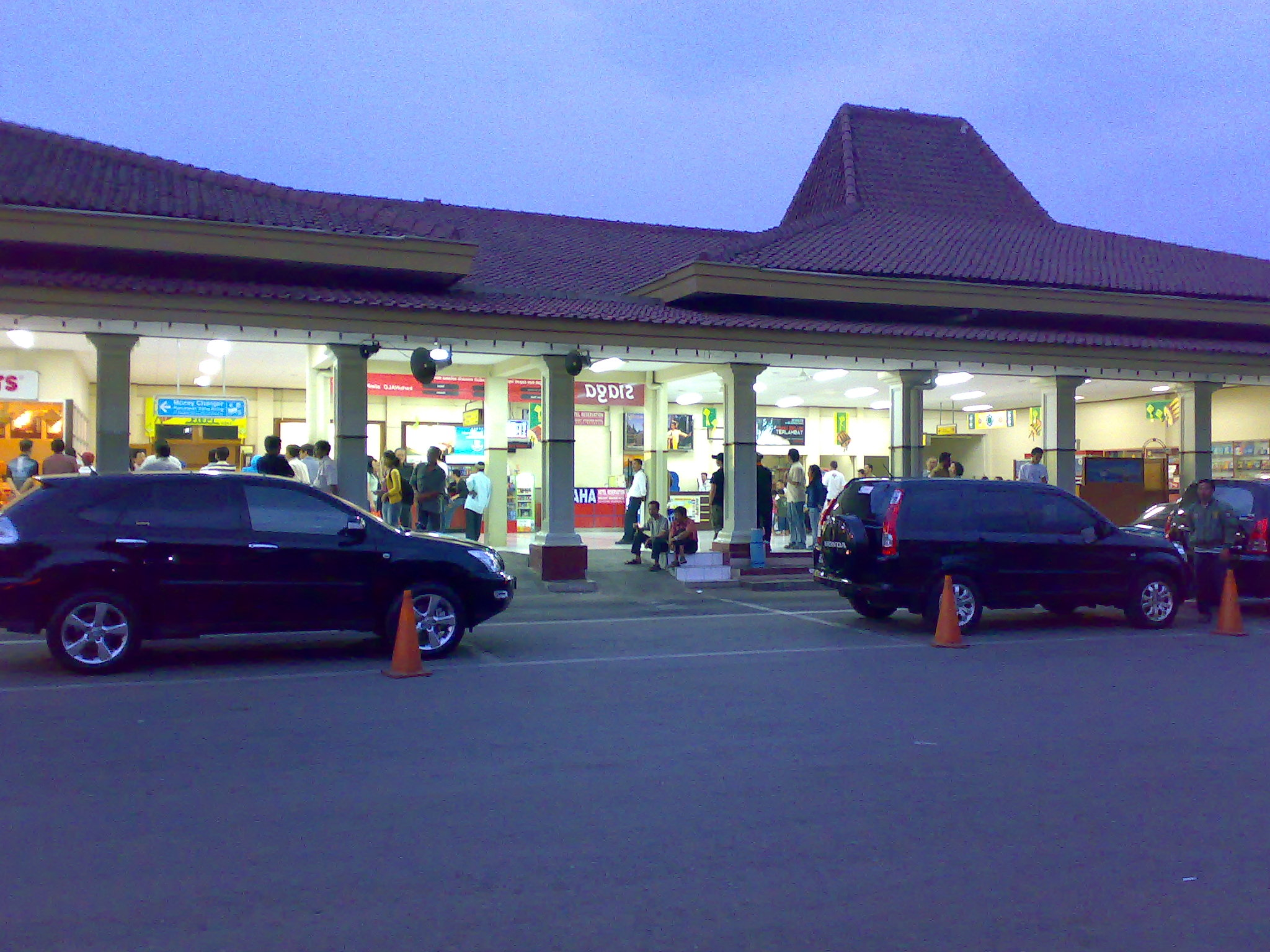
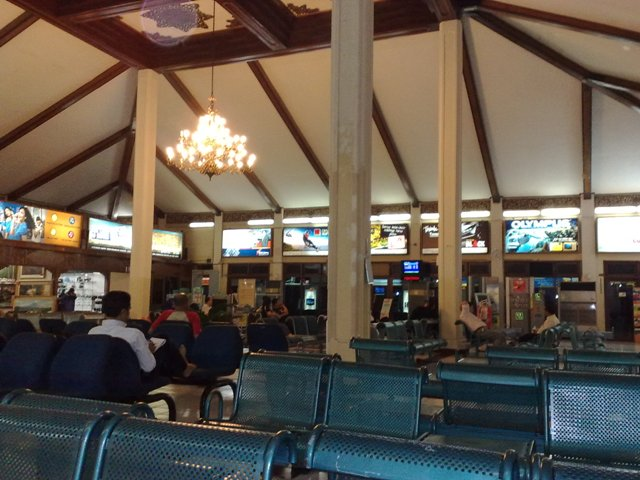
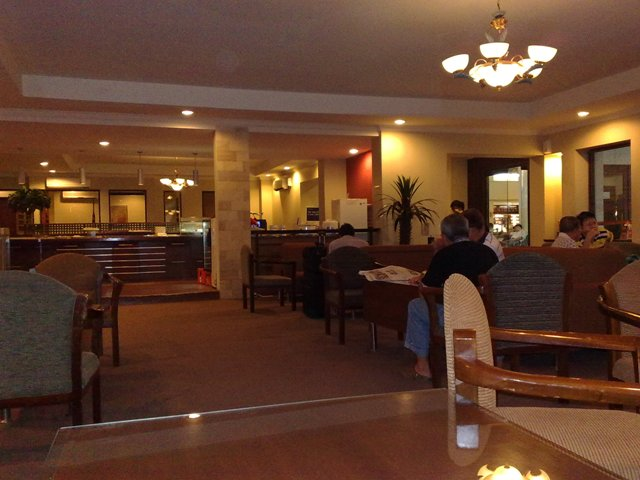

## شرکت‌های هواپیمایی و مقصدهای پروازی
| شرکت‌های هواپیمایی                           | مقصدهای پروازی                                                         |
| ------------------------------------------- | ---------------------------------------------------------------------- |
| ایرآسیا                                     | کوالالامپور                                                            |
| ایرفست اندونزی                              | Karimunjawa                                                            |
| باتیک ایر                                   | حلیم پرداناکوسوما، سوئکارنو-هتا                                        |
| سیتیلینک                                    | حلیم پرداناکوسوما، سوئکارنو-هتا                                        |
| گارودا ایندونزیا                            | انگوراه رای، سوئکارنو-هتا                                              |
| گارودا ایندونزیا اجرا توسط گارودا ایندونزیا | کتاپانگ، سلطان حسن‌الدین، لومبک، ایسکاندار، جواندا                      |
| ایرآسیای اندونزی                            | چانگی سنگاپور                                                          |
| Kal Star Aviation                           | حسین ساسترانگارا، کتاپانگ، ایسکاندار، سوپادیو، سمپیت                   |
| لاین ایر                                    | سلطان آجی محمد سلیمان، سیامسودین نور، هنگ نادیم، سوئکارنو-هتا، سوپادیو |
| Nam Air                                     | سوئکارنو-هتا، ایسکاندار                                                |
| سیلک‌ایر                                     | چانگی سنگاپور                                                          |
| Sriwijaya Air                               | سوئکارنو-هتا، سلطان حسن‌الدین، جواندا                                   |
| تریگانا ایر سرویس                           | ایسکاندار                                                              |
| وینگز ایر                                   | حسین ساسترانگارا، انگوراه رای، ایسکاندار، جواندا                       |